# Laughing Stock
| Recensione     | Giudizio       |
| -------------- | -------------- |
| AllMusic       |                |
| Ondarock       | Pietra miliare |
| Piero Scaruffi |                |
| Pitchfork      | 10/10          |

Laughing Stock è il quinto e ultimo album del gruppo britannico Talk Talk, pubblicato nel 1991.
L'album prosegue nella ricerca sonora già iniziata dal gruppo con il precedente Spirit of Eden.  Alcune fonti considerano questi due album decisivi per lo sviluppo del genere Post-rock. È l'unico album in cui il gruppo figura come terzetto, a causa dell'abbandono prima della registrazione da parte di Paul Webb.

## Tracce
Testi e musiche di Mark David Hollis, eccetto dove indicato.
1. Myrrhman – 5:33
2. Ascension Day – 6:00
3. After the Flood – 9:39 (Tim Friese-Greene, Hollis)
4. Taphead – 7:30
5. New Grass – 9:40
6. Runeii – 4:58

## Formazione
- Mark David Hollis - voce, chitarra, pianoforte, organo Hammond, melodica, Variophon
- Lee Harris - batteria
- Tim Friese-Greene - pianoforte, organo Hammond, harmonium

### Altri musicisti
- Mark Feltham - armonica a bocca
- Martin Ditcham - percussioni
- Levine Andrade - viola
- Stephen Tees - viola
- George Robertson - viola
- Gavyn Wright - viola
- Jack Glickman - viola
- Wilf Gibson - viola
- Garfield Jackson - viola
- Simon Edwards - contrabbasso
- Ernest Mothle - contrabbasso
- Roger Smith - violoncello
- Paul Kegg - violoncello
- Henry Lowther - tromba, flicorno soprano
- Dave White - clarinetto contrabbasso